# Edward Arthur Maund

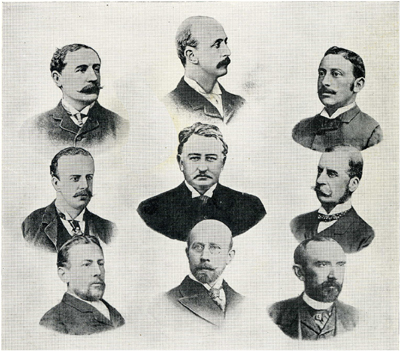
Das erste Direktorium der British South Africa Company, 1889.
Oben: Horace Farquhar; Albert Grey; Alfred Beit;
Mitte: Duke of Fife; C. J. Rhodes; Duke of Abercorn;
Unten: Lord Gifford; Herbert Canning; George Cawston

Edward Arthur Maund (* 1851; † 17. März 1932 in Hampstead) war ein Afrikaforscher und rhodesischer Pionier.

## Leben
Er erhielt seine Schulbildung am Hurstpierpoint College, an dem er später (zwischen 1872 und 1873) als Konrektor tätig war und schrieb sich 1873 am Peterhouse der Universität von Cambridge ein. Er wanderte nach Südafrika aus, wo er eine aktive Rolle beim Errichten britischer Siedlungen in Rhodesien spielte.
Er diente in der Militäreinheit Bechuanaland Field Force unter Sir Charles Warren während der Warren Expedition (1884/1885) in Betschuanaland und zwischen 1889 und 1896 in Mashonaland.
Maund war einer der drei Offiziere, die Lobengula darüber in Kenntnis setzen sollten, dass Großbritannien Betschuanaland zu einem britischen Protektorat erklärt hatte. Er erkannte das wirtschaftliche Potenzial von Mashonaland und drängte mit George Cawston einen Londoner Finanzier, sich um Schürfrechte zu bemühen. Er wandte sich außerdem an Lord Gifford, der bereits über bedeutende Abbau- und Schürfrechte in Nord-Betschuanaland verfügte, und versuchte diese Konzession nach Mashonaland auszuweiten.
Maund begab sich nach Bulawayo, um die Bedingungen auszuhandeln. Cecil Rhodes hatte davon erfahren und rasch eine eigene Delegation entsandt, bestehend aus Charles Rudd, Rochfort Maguire und Frank Thompson.
Am 30. Oktober 1888 lieferten Gouverneur Robinson (später mit einer großen Anzahl Aktien der British South Africa Company belohnt) und Sir Sydney Shippard geschönte politische Ausreden und Rhodes erhielt die – später Rudd Concession genannten – Abbau- und Schürfrechte.
Maund focht die Konzession an und begab sich mit zwei von Lobengulas izinDuna nach London um Königin Victoria über das fragwürdige Vorgehen Cecil Rhodes zu berichten und sie um Rat und Unterstützung zu bitten.
Maund und seine Delegation kamen mit einem Brief des Staatssekretärs für koloniale Fragen Lord Knutsford nach Bulawayo zurück, der Lobengula zur Vorsicht mahnte. Rhodes suchte nun alle Beteiligten auf das Ziel zu verbünden, eine Royal Charter zu erhalten.
Maund, der den neuen Ansatz unterstützen musste, erregte damit den Argwohn Lobengulas. Die Situation wurde durch die Ankunft von Dr. Jameson entspannt, der bekanntgeben konnte, dass die Royal Charter gewährt worden war und der weitere Schreiben des Colonial Secretary überbrachte. Maund spielte keine politische Rolle mehr und kümmerte sich um die Entwicklung von Salisbury.
Maund war mit Elenora Maund verheiratet und hatte eine am 12. April 1895 in Salisbury geborene Tochter Cecily Elenora Niele Maund, bei deren Taufe Cecil Rhodes und Leander Jameson als Paten wirkten.